# عبد العزيز بن موسى بن نصير
عبد العزيز بن موسى بن نصير ثاني ولاة الدولة الأموية في الأندلس خلفًا لوالده موسى بن نصير أول ولاتها، كما أنه أحد القادة الذين شاركوا في الفتح الإسلامي للأندلس.

## تحت قيادة أبيه
في عهد ولاية أبيه على الأندلس، ثار أهل إشبيلية على حاميتها من المسلمين وقتلوهم، فأرسله موسى بن نصير إلى إشبيلية، فأعاد فتحها، ومنها افتتح لبلة، وغيرها من المعاقل والحصون في منطقة الساحل الواقعة بين مالقة وبلنسية. كان من بين المناطق التي افتتحها عبد العزيز بن موسى في تلك الفترة، كورة تدمير التي صالحها أهلها وعقد مع حاكمها القوطي ثيوديمير معاهدة، عرفت باسم معاهدة أريولة، والتي أعطت الحق للقوط الغربيين المسيحيين بممارسة شعائر دينهم، ما داموا يحافظون على عهدهم مع المسلمين، ويدفعون الجزية.

## ولايته على الأندلس
وفي عام 95 هـ، استدعى الخليفة الوليد بن عبد الملك موسى بن نصير وطارق بن زياد إلى دمشق، فاستخلف موسى ابنه عبد العزيز على الأندلس، واتخذ عبد العزيز من إشبيلية قاعدة له. وقد استكمل عبد العزيز افتتاح باقي الأندلس، وضبط شئونه إداريًا، وحصّن ثغوره.
تزوج عبد العزيز من امرأة مسيحية من أشراف القوط، زعم ابن عبد الحكم والواقدي أنها ابنة رودريك. فيما زعم صاحب أخبار مجموعة في فتح الأندلس وابن عذاري أنها زوجة رودريك، وكنّاها بأم عاصم. ذكر المؤرخون أن امرأته ألبته على قومه، مما أثار حفيظتهم. كما ثارت شائعات أنه تنصّر، فاتفق جماعة من بينهم زياد بن النابغة التميمي وحبيب بن أبي عبيدة الفهري وزياد بن عُذرة البلوي على قتله، فاغتاله زياد التميمي وقيل زياد البلوي وهو يصلي بمسجد، يسمى بمسجد ربينة في إشبيلية. وقال ابن عذاري، أنهم ما قتلوه إلا بأمر من الخليفة سليمان بن عبد الملك بعد أن نكب موسى بن نصير.
ثم حُملت رأسه إلى الخليفة سليمان بن عبد الملك، فعرضها على موسى بن نصير قائلاً: «أتعرف هذا؟»، فقال: «نعم أعرفه صوّامًا قوّامًا، فعليه لعنة الله إن كان الذي قتله خيرًا منه.» وقد كان مقتله في رجب 97 هـ وقيل في 98 هـ وقد خلفه على ولاية الأندلس ابن عمته أيوب بن حبيب اللخمي.
قال عنه الزركلي في الأعلام أنه: «كان شجاعًا حازمًا، فاضلاً في أخلاقه وسيرته.» كما وصفه المقري بأنه «كان خيّرًا فاضلاً.»